# ليبيا للاتصالات والتقنية
شركة ليبيا للاتصالات والتقنية اختصارا (LTT) هي شركة مزودة لخدمات الإنترنت في ليبيا. تأسست «كشركة مساهمة» ليبية عام 1997.
- باشرت عملها كمزود خدمة الإنترنت الأول في ليبيا بمطلع سبتمبر 1999. تم ضمها فيما بعد إلى الشركة العامة للبريد والاتصالات السلكية واللاسلكية.
- اقتصرت خدمتها في البداية على خدمة الإنترنت عبر تقنية الطلب الهاتفي Dial Up، ثم خدمة الخطوط المخصصة Leased line، أضيفت إليها مع السنوات خدمات أخرى لفئتي الأفراد والأعمال.
- المسجل الرسمي registrar لاسم النطاق الوطني لليبيا.
- عملت على تأسيس شركة ليبيانا للهاتف المحمول، سنة 2004 التي استقلت فيما بعد لتصبح شبكة المحمول الأوسع انتشارا بليبيا.
- أعيد حراكها ضمن الهيكلية الجديدة لقطاع الاتصالات في ليبيا لتصبح إحدى الشركات التابعة للشركة الليبية للاتصالات وتقنية المعلومات (شركة قابضة)، رفقة شركات شقيقة هي ليبيانا للهاتف المحمول، المدار الجديد لخدمات الهاتف النقال، الجيل الجديد لتقنية، الشركة العامة للإلكترونات، الشركة الليبية للاتصالات الدولية، بالإضافة إلى الشركة العامة للبريد والاتصالات السلكية واللاسلكية التي أصبحت شركة شقيقة بدورها تابعة للشركة الليبية للاتصالات وتقنية المعلومات، المسؤولة أمام الهيئة العامة للاتصالات (منظم قطاع الاتصالات في ليبيا).

## خدمات الأفراد

### ليبيانت
- الاسم التجاري للخدمة القائمة على تقنية الطلب الهاتفي طلب هاتفي.
- أولى تقنيات الإنترنت التي أطلقتها الشركة، وأحد طرق الوصول إلى الإنترنت، يتيح استخدام الخط الهاتفي للولوج إلى شبكة الإنترنت، ولكنه يشغله طيلة فترة الاتصال.
- يصل عدد مشتركي الخدمة إلى 154.000 [1] مشترك تقريبا، وتصل سرعة الاتصال إلى 56Kbps.[بحاجة لمصدر]
- بدون قيمة اشتراك.
- قيمة الدقيقة الواحدة 00.25 د.ل.
- أطلقت ليبيا للاتصالات والتقنية هذه الخدمة سنة 1999.

### ليبياDSL
- الاسم التجاري للخدمة القائمة على تقنية خط اشتراك رقمي غير متماثل.
- أحد طرق الوصول إلى الإنترنت عبر الهاتف وأكثرها شيوعا، يتيح استخدام الخط الهاتفي للاتصال بالإنترنت وإجراء المكالمات الهاتفية في نفس الوقت، وكنتيجة للإقبال الكبير على الخدمة، تمت ترقيتها لتعتمد تقنية جي.992.5 ولتطلق في كافة المدن الرئيسة ضمن توسعة تستهدف 200.000 مشترك.
- يصل عدد مشتركي الخدمة حاليا 52.000 [2] مشترك تقريبا، وتصل سرعة الاتصال إلى 256Kbps.[بحاجة لمصدر]
- قيمة الاشتراك 160 د.ل
- أطلقت ليبيا للاتصالات والتقنية هذه الخدمة سنة 2005.

### ليبياماكس LibyaMAX
- الاسم التجاري للخدمة القائمة على تقنية WiMAX.
- تعد خدمة الاتصال بالإنترنت اللاسلكي واسع النطاق الأحدث على المستويين الإقليمي والدولي، وتأتي ليبيا في مصاف الدول التي أطلقت الخدمة، القائمة على تقنية الاتصال بشبكة الإنترنت لاسلكيا على نطاق واسع دون الحاجة إلى خطوط هاتفية، صممت المرحلة الأولى للمشروع لتستوعب 100.000 مشترك في 18 مدينة.
- يصل عدد المشتركين في هذه الخدمة إلى 24.000 [2] مشترك تقريبا، وتصل سرعة الاتصال إلى 2Mbps.
- قيمة الاشتراك السنوي 520 د.ل للطرفيات نوع USB.
- قيمة الاشتراك السنوي 620 د.ل للطرفيات نوع cpe.
- أطلقت ليبيا للاتصالات والتقنية هذه الخدمة سنة 2009.

### الألياف إلى البيت Fiber to home
- خدمة حديثة من الخدمات التي أطلقتها الشركة لتستهدف بها التجمعات السكانية الحديثة، دشنت كبداية في مشروع حي الزهور بمدينة طرابلس، لتقديم العديد من الخدمات عبر وصلة واحدة، كتطبيقات الإنترنت متعددة الوسائط، الهاتف عبر بروتوكول الإنترنت، والعديد من الخدمات الأخرى.
- تصل سرعة الاتصال إلى 10Mbps.
- أطلقت ليبيا للاتصالات والتقنية هذه الخدمة سنة 2009.

### 4G LTT
تم أطلاقه في عام 2018 بتقنية 4G وهي ذات أسعار مرتفعة مقارنة بخدمة الإنترنت في شركات الهاتف النقال .
أغلى قيقا 2.5 دينار
أرخص قيقا 1.5 دينار
وتوجد بها الكثير من العيوب والمشاكل الفنية والتقنية .
سعر الاشتراك 990 دينار .
الترحيل من WIMAX إلى (4G ) بسعر 190 دينار
ومنذ 2022 يتم بيع LTT 4G الشخصي بأسعار تبدأ 10 دنانير للشريحة فقط، يتضمن الاشتراك 5 قيقا صالحة لمدة 10 أيام. وتم تفعيل الاشتراك بشكل تلقائي مع الحصة المجانية فور تشغيل الشريحة مع التأكد من وجود تغطية الجيل الرابع. حيث يتم اختيار الباقة الاساسية عند انشاء الاشتراك، ويتم تفعيلها لاحقاً إثر تعبئة المشترك للرصيد الكافي لذلك.

## خدمات الأعمال
الخطوط المخصصة السلكية واللاسلكية :
- تؤمّن شركة ليبيا للاتصالات والتقنية تقنيات الاتصال بالإنترنت أو نقل البيانات سلكيا أو لاسلكياً، لموقع أو أكثر، وذلك حسب الحاجة.

### سلكية

#### خدمة xDSL
- أطلقت ليبيا للاتصالات والتقنية هذه الخدمة سنة 1999.
- أطلقت ليبيا للاتصالات والتقنية خدمة الخطوط المخصصة سنة 2001.

### لا سلكية

#### خدمةWireless
- أطلقت الشركة هذه الخدمة سنة 2000.

#### خدمةموجة ميكروية
- أطلقت الشركة هذه الخدمة سنة 2003.

#### خدمةVSAT
- أطلقت الشركة هذه الخدمة سنة 2005.

#### خدمة DVB-RCS
- أطلقت الشركة هذه الخدمة سنة 2005.

#### خدمةWiFi
- أطلقت الشركة هذه الخدمة سنة 2006، وتقوم باستخدامها في أغراض غير تجارية، لتغطية الأحداث والمناسبات (معارض، ندوات، ورش عمل، مؤتمرات،...إلخ).

## مركز استضافة البيانات
- تمّ تأسيسه استجابةً لاحتياجات مستخدمي الإنترنت بمختلف فئاتهم، من شركات اتصالات، ومستضيفين للمواقع الاليكترونية، والأجهزة الحكومية، والمؤسسات التعليمية بمختلف مراحلها، والمصارف، إلخ.
- تم إطلاق خدمات استضافة المواقع وتسجيل أسماء النطاق سنة 1999.
- أضيفت خدمة تسجيل اسم النطاق الوطني.ly سنة 2005.
- تم افتتاح مقر مركز استضافة البيانات بمنطقة العمروص في طرابلس سنة 2009.

## المركز الرئيس والفروع ومراكز الخدمات والوكلاء

### المركز الرئيس
- مجمع المقار الإدارية لشركتي ليبيا للاتصالات والتقنية وشركة ليبيانا، أبو ستة، جوار نادي الفروسية، طريق الشط، طرابلس - ليبيا.

### الفروع
للشركة 3 فروع، في كل من بنغازي، مصراتة، الزاوية.

### مراكز الخدمات
قامت الشركة في شهر يوليو 2009 بافتتاح أول مراكز خدماتها في منطقة فشلوم بطرابلس والآن لديها حوالي 35 فرع في مدن ليبيا، ويقدم خدمات عامة، وخدمات مخصصة للوكلاء، وخدمات مخصصة للجهات العامة، والخدمات هي:

#### خدمات عامة
- استبدال الأجهزة (في فترة الضمان).
- الكشف على الأجهزة المعطوبة وتحديد نوع المشكلة سواء ADSL أو WiMax.
- الـمساعدة في تفعيل الاشتراكات للمستخدمين الجدد والمراجعة وإتمام المعاملة سواء عن الطريق المنظومة أو بالحضور الشخصي للمستخدم.
- تغير هاتف الخدمة ADSL.
- تغير اسم دخول المشترك.
- إيقاف خدمة ADSL.
- إلغاء خدمة ADSL.
- تقديم كشف حساب اشتراك.

#### خدمات مخصصة الوكلاء
- بيع بطاقات الدفع المسبق بجميع فئاتها.
- بيع الأجهزة الخاصة بخدمة WiMax وخدمة ADSL.

#### خدمات مخصصة للجهات العامة
- إنشاء اشتراك جديد ADSL.
- إنشاء اشتراك جديد WiMax.

### الوكلاء

#### وكلاء خدمات الأفراد
تقدم الشركة خدمات الأفراد عبر 70 وكيلا تقريبا ينتشرون عبر كافة المدن الليبية.

## مجلة ليبيا للاتصالات والتقنية
مجلة علمية غير ربحية مبسطة تعنى بالتقنية والاتصالات عموما، تصدر كل شهرين عن شركة ليبيا للاتصالات والتقنية، بنسختين، ورقية (5000 نسخة) وإلكترونية (ملف pdf).

## انتقادات
- اتهمت الشركة باحتكارها للسوق الليبي وقضائها على الشركات الأخرى بالقطاع الخاص في نفس المجال من خلال تجميد أنشطتها ووضع العراقيل أمامها مستغلة نفوذ رئيس مجلس إدارتها السابق محمد معمر القذافي نجل العقيد القذافي.
- سوء خدمات ما بعد البيع حيث أن الدعم الفني ضعيف جداً ومن النادر جدا أن يتم الرد على هاتف الدعم الفني كما تعاني خدمة واي ماكس الكثير من العيوب.
- قيام الشركة وبصفتها المزود الوحيد للخدمة بحجب الكثير من المواقع الإلكترونية عن مستخدميها في ليبيا بالإضافة للعديد من المواقع التي لا ترضخ لسلطة النظام في ليبيا قبل وبعد 17 فبراير 2011.
- عدم قدرة الشركة على تلبية متطلبات تطور السوق فلا توجد أي إمكانية للحصول على رقم آي بي ثابت لأغراض الأعمال في خدمة ADSL وخدمة WiMax.
- رغم نجاح الشركة في استرجاع حقوق إدارة الاسم الوطني.ly من خلال القضاء إلا أنها تبيع هذه الخدمة بسعر عالي يعرقل انتشار الامتداد الوطني (40 دينار بالسنة ما يساوي أكثر من 30 دولار أمريكي) مع ملاحظة أن المسجل السابق (ليبي مقيم بالخارج) كان يقدمه بسعر أقل بكثير ومجانا للجهات الحكومية.
- غلاء الأسعار في خدمة 4G . وعدم توافقها مع متطلبات عام 2020
- عدم وجود منظومة للكروت المكشوطة .
- عدم الاستماع إلى مطالب المستخدمين
- وجود مشاكل في منظومة احتساب الرصيد حيث تقوم بخصم الرصيد حتى بدون استخدام الرصيد
- انقطاع الخدمة مباشرة مع انقطاع الكهرباء .
- بطء السرعة عند كثير من المستخدمين

## ملحوظات
1. ↑  احصائية شهر يوليو 2009.
2. 1 2  احصائية شهر يوليو 2009.
3. ↑  "الموقع الرسمي للشركة". http://ltt.ly/personal/4G/. مؤرشف من الأصل في 2023-05-01. {{استشهاد ويب}}: روابط خارجية في |موقع= (مساعدة)

## وصلات خارجية
- الصفحة الرئيسة لموقع شركة ليبيا للاتصالات والتقنية
- الصفحة الرئيسة لموقع مجلة ليبيا للاتصالات والتقنية
- الصفحة الرئيسة لموقع خدمة ليبياماكس